# Diego Fernández de Córdoba, I marchese di Guadalcázar
Diego Fernández de Córdoba marchese di Guadalcázar (Siviglia, 1578 – Cordova, 6 ottobre 1630) fu viceré della Nuova Spagna tra il 18 ottobre 1612 ed il 14 marzo 1621, e del Perù tra il 25 luglio 1622 ed il 14 gennaio 1629.

## Viceré della Nuova Spagna
Fernández de Córdoba fu nominato viceré della Nuova Spagna da re Filippo III.
Durante i primi tempi del suo mandato in Nuova Spagna, inviò il capitano Diego Martínez de Hurdaide a soffocare una rivolta dei Tehuechi a Sinaloa. Martínez de Hurdáiz riuscì nell'impresa dopo numerose battaglie. Il viceré fondò anche numerose città, quali Lerma (1613), Córdoba (1618) e Guadalcázar (1620). Córdoba, che prendeva da lui il nome, fu fondata in parte per aiutare a sconfiggere le bande di predoni di schiavi neri che attaccavano le carovane in transito tra Veracruz e Città del Messico. Completò anche la costruzione del Forte di San Diego ad Acapulco.
Nel 1616 la costruzione del sistema di drenaggio della valle del Messico, i cui lavori erano sospesi dal 1614, fu ripresa. Re Filippo scelse l'idrografo olandese Adrián Boot per analizzare la situazione. Boot aveva già costruito numerosi sistemi simili in Francia. Viaggiò fino a Città del Messico (con un salario di 100 ducati al mese) trovando il lavoro già completato. La sua opinione fu che non sarebbe servito per drenare i laghi, ma che si sarebbe potuto utilizzare per deviare il Río Cuautitlán, causa principale delle annuali alluvioni. L'ingegnere Enrico Martínez si offrì di completare la deviazione con 300 uomini e 100 000 pesos, ma i lavori furono sospesi in attesa dell'accettazione del re.
Il 16 novembre 1616, scoppiò un'altra insurrezione indiana particolarmente sanguinosa, stavolta tra Tepehuani e le tribù vicine del nord. La rivolta era guidata da un cacique che affermava di essere il Figlio del Sole ed il Dio del Cielo e della Terra. I ribelli uccisero alcuni missionari gesuiti e 200 spagnoli e mestizos. Il governatore di Durango, grazie all'aiuto mandato del viceré, mise insieme una milizia. Dopo tre mesi di intensa lotta i ribelli furono sconfitti.
Sempre nel 1616 la siccità portò al mancato raccolto di grano ed alla carestia in Nuova Spagna. Nel 1620 un incendio distrusse buona parte di Veracruz.
Fernández migliorò le fognature e l'impianto idrico di Città del Messico, completando l'acquedotto che collegava la città a Chapultepec nel 1620. Questo acquedotto era formato da 900 archi. Istituì un tribunale per giudicare vendita, acquisto e tassazione del mercurio, che le miniere della Nuova Spagna avevano iniziato a produrre. A causa di queste opere si meritò il soprannome di el Buen Virrey (il Buon Viceré).

## Viceré del Perù
In Perù, Fernández riformò il sistema fiscale ponendo fine alla rivalità familiare che insanguinava il territorio. Fortificò Lima contro gli attacchi dei pirati. Nel 1629 rinunciò all'incarico tornando in Spagna, dove morì l'anno seguente.